# ستافورد براون
ستافورد براون (بالإنجليزية: Stafford Browne)‏ (4 يناير 1972 في المملكة المتحدة - ) هو لاعب كرة قدم بريطاني في مركز الهجوم. لعب مع برايتون أند هوف ألبيون وهيبريدج سويفتس ويوفل تاون ونادي كينغستونيان وسانت ألبانز سيتي ونادي وورثينغ وA.F.C. Uckfield Town ‏ ونادي ألدرشوت تاون وداغنهام وريدبريدج وهاستينغز يونايتد وويفنهو تاون ‏ وغرايز أتلاتيك ‏ وويلينج يونايتد.

## وصلات خارجية
- ستافورد براون على موقع Soccerbase.com (لاعب) (الإنجليزية)